# Spodoptera frugiperda
Spodoptera frugiperda, ook wel legerrups of legerworm, is een vlinder uit de familie van de uilen (Noctuidae). De wetenschappelijke naam van de soort is voor het eerst geldig gepubliceerd in 1797 door Smith & Abbot.
De vlinders worden gezien als een plaag. Ze verplaatsen zich in zwermen, waarbij de rupsen al het graan in een gebied kunnen opeten. Een dergelijk geval deed zich in 1998 voor in de staat Illinois in de Verenigde Staten. Als bestrijdingswijze was de hoop gevestigd op genetisch gemodificeerde planten die dodelijk zouden zijn voor de rupsen, maar sommige rupsen bleken hiertegen resistent. Biologische bestrijding van de vlinders is mogelijk met de schildwesp Chelonus insularis, die haar eitjes legt in Spodoptera frugiperda en waarin de larven zich ontwikkelen.

## Weblinks
- Legerrups gesignaleerd in West-Afrika. Wikinieuws, 7 feb 2017
- Ramping up the fight against Fall Armyworm[dode link]. FAO, 27 feb 2020